# Eric Fright
Eric G. Fright (10 tháng 9 năm 1917 – tháng 8 năm 1995) là một cầu thủ bóng đá người Anh đại diện cho Vương quốc Anh tại Thế vận hội Mùa hè 1948. Fright chơi bóng đá nghiệp dư cho Bromley.